# Eyja- og Miklaholtshreppur
Eyja- og Miklaholtshreppur és un municipi d'Islàndia, a la regió de Vesturland. Té una extensió de 383,5 km² i una població de 124 habitants l'1 de gener de 2025.
Va ser creat l'11 de juny de 1994, mitjançant la fusió dels antics municipis d'Eyjarhreppur i Miklaholtshreppur.